# 水上桂
水上 桂（みずかみ けい、2001年7月5日 - ）は、兵庫県宝塚市出身のプロ野球選手（捕手・育成選手）。右投右打。東北楽天ゴールデンイーグルス所属。

## 経歴

### プロ入り前
幼稚園から兄の影響で野球を始め、小学校時代は複数のポジションをこなしていた。中学校時代は三田ヤングに所属し、2年までは遊撃手を務めていたが、3年になると捕手に定着する。
高校は明石市立明石商業高等学校に進学して1年春からベンチ入りを果たし、1年の秋には三塁手にコンバートされる。2年夏の第100回全国高等学校野球選手権記念大会では初戦の八戸学院光星戦に「2番・一塁手」として先発出場し、4打数1安打2犠打を記録したがチームは敗退した。2年秋からは捕手に戻って秋季近畿大会で準優勝し、3年春の第91回選抜高等学校野球大会ではベスト4に進出。春夏連続出場となった第101回全国高等学校野球選手権大会では2回戦の花咲徳栄戦でバックスクリーンへ本塁打を記録するなど春夏連続のベスト4進出に貢献した。選手権大会後には野球U-18の日本代表に選ばれ、パナマ戦で本塁打を記録した。同大会では全9試合中5試合でスタメンとして起用された。U-18での経験によって自信を深め、当初の大学進学志望を切り替えプロ志望届を提出した。
2019年のドラフト会議で東北楽天ゴールデンイーグルスから7位指名を受け、11月7日に契約金2500万円、年俸560万円（金額はいずれも推定）で仮契約を結んだ。背番号は78。

### 楽天時代
2020年は、イースタン・リーグで23試合出場し、打率は.097だった。
2021年は、7月15日に坊っちゃんスタジアムで行われたフレッシュオールスターに出場した。イースタン・リーグでは前年から大きく出場機会を増やして79試合に出場し、打率は.175だった。
2022年は、課題の打撃で結果が出せず、イースタン・リーグでは42試合に出場し打率は.115だった。10月9日、球団から育成選手での契約を打診された上で戦力外通告を受けた。その後、11月9日に育成契約を結んだことが球団から発表された。これに伴い背番号は022に変更された。
2023年は、イースタン・リーグでは前年を上回る打率.278、4打点を記録したが、シーズン終了後の11月3日に右肘関節鏡視下クリーニング術を行った。
2024年は、イースタン・リーグでは73試合に出場し、打率.211、12打点という成績だった。11月14日に再び育成契約を締結した。

## 選手としての特徴
二塁への正確な送球に加えて送球タイムは1.9秒。キャッチング技術も高い。

## 詳細情報

### 背番号
- 78（2020年[10] - 2022年）
- 022（2023年[17] - ）

### 登場曲
- 「IDOL」BTS（2020年）
- 「FIRE」BTS（2021年 - ）
- 「Touchdown」TWICE（2021年）
- 「Starry Night」MAMAMOO（2022年）
- 「gogobebe」MAMAMOO（2023年）
- 「それ以外の人生なんてありえないや」ベリーグッドマン（2023年）